# Godavari

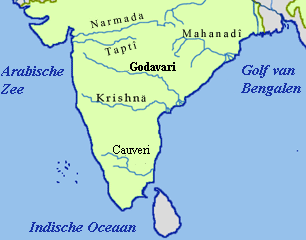
Godavari, mapa

El Godavari (marathi गोदावरी; telugu: గోదావరి) és un riu de l'Índia que neix als Ghats Occidentals prop de Trimbak al districte de Nasik a Maharashtra i corre per l'altiplà del Decàn fins a la badia de Bengala on desaigua prop de Rajahmundry al districte d'East Godavari a Andhra Pradesh. Té un recorregut de 1.465 km (en canvi, el seu naixement és a només 80 de la mar d'Aràbia). La seva conca és de 313.000 km², al voltant del 10% de l'àrea geogràfica total de l'Índia.
Neix a Trimbakeshwar, Nasik, Maharashtra. Flueix cap a l'est durant 1.465 km, drenant els estats de Maharashtra (48,6%), Telangana (18,8%), Andhra Pradesh (4,5%), Chhattisgarh (10,9%) i Orissa (5,7%). El riu finalment desemboca a la badia de Bengala a través d'una extensa xarxa d'afluents. Fins a 312.812 km², forma una de les conques fluvials més grans del subcontinent indi, només els rius Ganges i Indus tenen una conca més gran. Pel que fa a la longitud, l'àrea de captació i la descàrrega, el Godavari és el més gran de l'Índia peninsular, i havia estat batejat com el Dakshina Ganga (Ganges del Sud). Afluents destacats són el Indravati, Wainganga, Waradha, Pench, Kanhan, Penuganga, Manjira, Bindusara i Sabari.
El riu ha estat venerat a les escriptures hindús durant molts mil·lennis i continua albergant i alimentant un ric patrimoni cultural. En les últimes dècades, s'hi han construït diverses preses, mantenint una capçalera (profunditat) que redueix l'evaporació. El seu ampli delta fluvial alberga 729 persones/km², gairebé el doble de la densitat de població mitjana de l'Índia, i té un risc substancial d'inundacions, que a les parts més baixes s'agreujaria si el nivell del mar global pugés.

## Curs

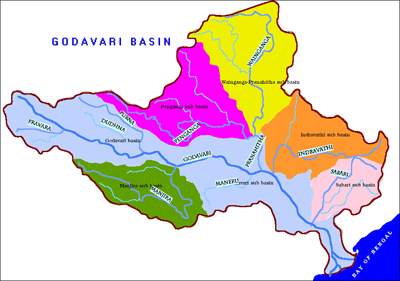
Conca del riu Godavari.

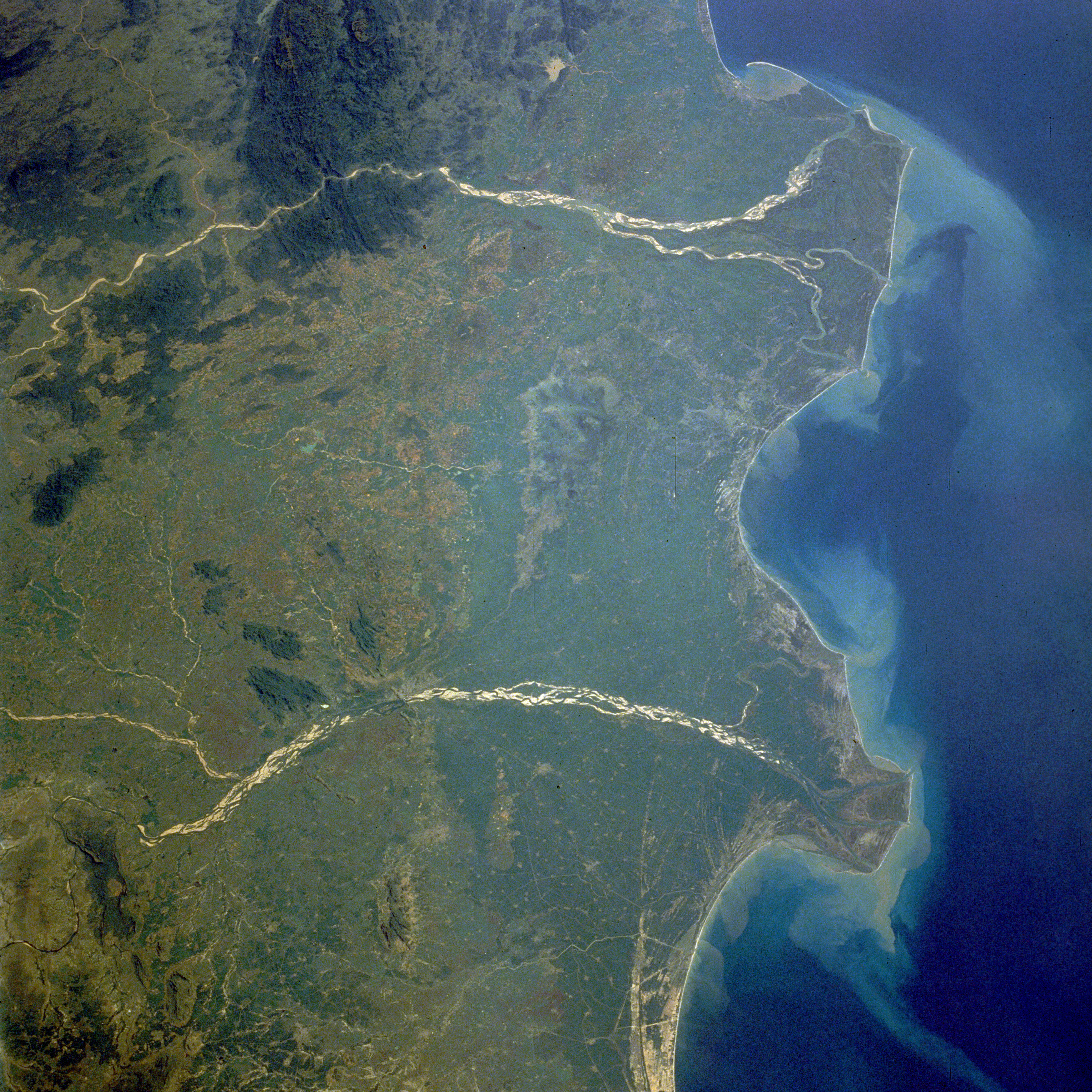
Delta del riu Godavari que s'estén a la badia de Bengala (riu superior a la imatge).

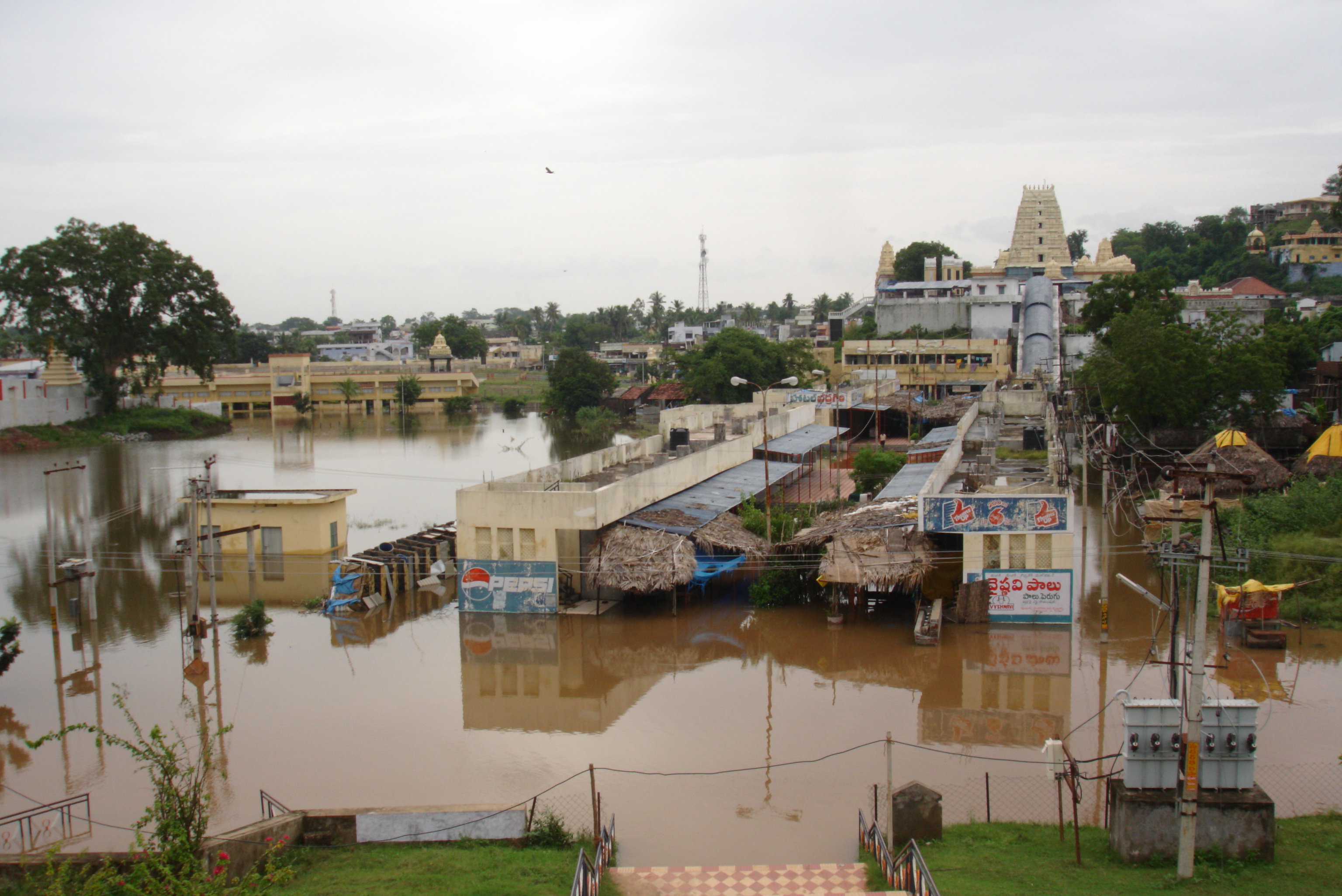
Temple de Bhadrachalam durant les inundacions del 2005

El Godavari s'origina als Ghats Occidentals de l'Índia central prop de Nasik a Maharashtra, 80 km del mar d'Aràbia. Flueix per 1.465 km, primer cap a l'est a través de l'altiplà de Dècan després gira al sud-est, entrant al districte de West Godavari i al Districte d'East Godavari d'Andhra Pradesh, fins que es divideix en dos distribuïdors que s'amplien en un gran delta fluvial a Dowleswaram Barrage a Rajahmundry i després desemboca a la badia. de Bengala.
El riu Godavari té una àrea de cobertura de 312.812 km², que és gairebé una desena part de la superfície de l'Índia i equival a l'àrea del Regne Unit i la República d'Irlanda juntes. Es considera que la conca fluvial està dividida en 3 trams:
- Superior (font a la confluència amb Manjra),
- Mitjà (entre la confluència de Manjira i Pranhita) i
- Inferior (confluència de Pranhita a la desembocadura).

Aquests conjunts representen el 24,2% de la superfície total de la conca. Els cabals d'aigua mitjans anuals dels rius són de prop de 110.000 milions de metres cúbics. S'està aprofitant gairebé el 50% de la disponibilitat d'aigua. L'assignació d'aigua del riu entre els estats riberencs es regeix pel Tribunal de Contenció de l'Aigua de Godavari. El riu té els cabals d'inundació més alts de l'Índia i va experimentar una inundació registrada de 3,6 milions de peus cúbics l'any 1986 i una inundació anual d'1,0 milions de peus cúbics és normal.

### Dins de Maharashtra
A l'estat de Maharashtra on té l'origen, el riu té un curs extens, la conca superior (origen fins a la seva confluència amb Manjra) es troba completament dins de l'estat, acumulant drenatge d'una àrea tan gran com 152.199 km², aproximadament la meitat de l'àrea de Maharashtra. Dins del Districte de Nasik, el riu adopta un curs nord-est fins que desemboca a l’embassament de Gangapur creat per una presa del mateix nom. L'embassament juntament amb la presa de Kashypi proporcionen aigua potable a Nasik, una de les ciutats més grans situades als seus marges. El riu a mesura que surt per la presa, uns 8 km aigües amunt de Nasik, flueix sobre un llit rocós ondulat per una sèrie d'avencs i cornises rocoses, donant lloc a la formació de dues cascades importants: la de Gangapur i la de Someshwar. Aquesta última, situada a Someshwar, és més coneguda com la cascada de Dudhsagar. Uns 10 km a l'est de Gangapur el riu passa per la ciutat de Nasik on recull els seus efluents en forma de riu Nasardi al seu marge dret.
Uns 0,5 km al sud de Nasik, el riu s'inclina bruscament cap a l'est, rentant la base d'un alt penya-segat antigament el lloc d'un fort mogol, però que ara s'està erosionant per l'acció de les inundacions. Uns 25 km a sota de Nasik hi ha la confluència del Godavari i un dels seus afluents, el Darna. El riu ocupa, durant nou mesos a l'any, un petit espai en un llit ample i gravat, els marges grisencs són 4 a 6 m d'alt, rematat amb una capa profunda de terra negra. Pocs quilòmetres després de la seva unió amb el Darna, el Godavari es desvia cap al nord-est, abans que el Banganga, des del nord-oest, el trobi a l'esquerra. El curs del riu principal tendeix llavors més decididament cap al sud. A Nandur-Madhmeshwar, el Kadva, un segon gran afluent, aporta un augment considerable a les aigües del Godavari. El riu comença el seu curs sud-est característic dels rius de l'altiplà del Dècan. El riu surt del Niphad Taluka de Nasik i entra al Kopargaon taluka, Districte d'Ahmednagar. Dins del districte d'Ahmednagar, el riu completa ràpidament el seu curt curs, fluint al costat de la ciutat de Kopargaon i arribant a Puntamba. Més enllà d'això, el riu serveix de límit natural entre els districtes següents:
- Ahmednagar i Aurangabad: Al llarg del límit aquí, rep el seu primer gran afluent, el riu Pravara, drenant l'antic districte. La confluència es troba a Pravarasangam. En virtut d'un subafluent de Pravara-Mandohol, que s'origina al districte de Pune, la conca incideix amb el districte de Pune. El riu de Paithan ha estat embassat per la presa de Jayakwadi que forma l'embassament de NathSagar. Kalsubai, situat a la conca de Godavari, és el cim més alt de Maharashtra.
- Beed i Jalna
- Beed i Parbhani: al costat d'aquí es troba la seva fusió amb Sindphana, un important afluent[16] que drena una àrea considerablement gran dins de Beed.

El riu més enllà, prop del poble de Sonpeth, desemboca a Parbhani. Al districte de Parbhani, el riu travessa Gangakhed taluka. Com s'ha esmentat anteriorment, el Godavari també s'anomena Dakshinganga, de manera que la ciutat s'anomena Gangakhed (és a dir, un poble a la riba del Ganga). Segons els rituals hindús, aquest lloc es considera força important perquè la pau després de la mort flueixi les cendres al riu.
El seu curs és relativament poc significatiu, tret de rebre dos corrents més petits, Indrayani i Masuli, que es fusionen als seus marges esquerre i dret, respectivament. Dins de l'últim taluka del districte de Parbhani, Purna, el riu drena un afluent important del mateix nom: Purna.
A continuació, surt al districte veí de Nanded, i 10 km abans d'arribar a la ciutat de Nanded, és embassat per la presa de Vishnupuri i, amb ella, dona vida a un dels projectes de reg més grans d'Àsia. Una mica aigües avall de Nanded, el riu rep Asna, un petit rierol, al seu marge esquerre. Aleshores es troba amb el controvertit projecte Babli que aviat acaba el seu curs dins de Maharashtra, encara que de manera temporal, en la seva fusió amb un afluent important: Manjra.
El riu després de desembocar a Telangana, torna a emergir com a límit estatal que separa el Mancherial, Telangana de Gadchiroli, Maharashtra. A la frontera estatal, transcorre entre Sironcha i Somnoor Sangam rebent un afluent en cadascun d'aquests punts nodals: el Pranhita i, posteriorment, l’Indravati.

### A Telangana

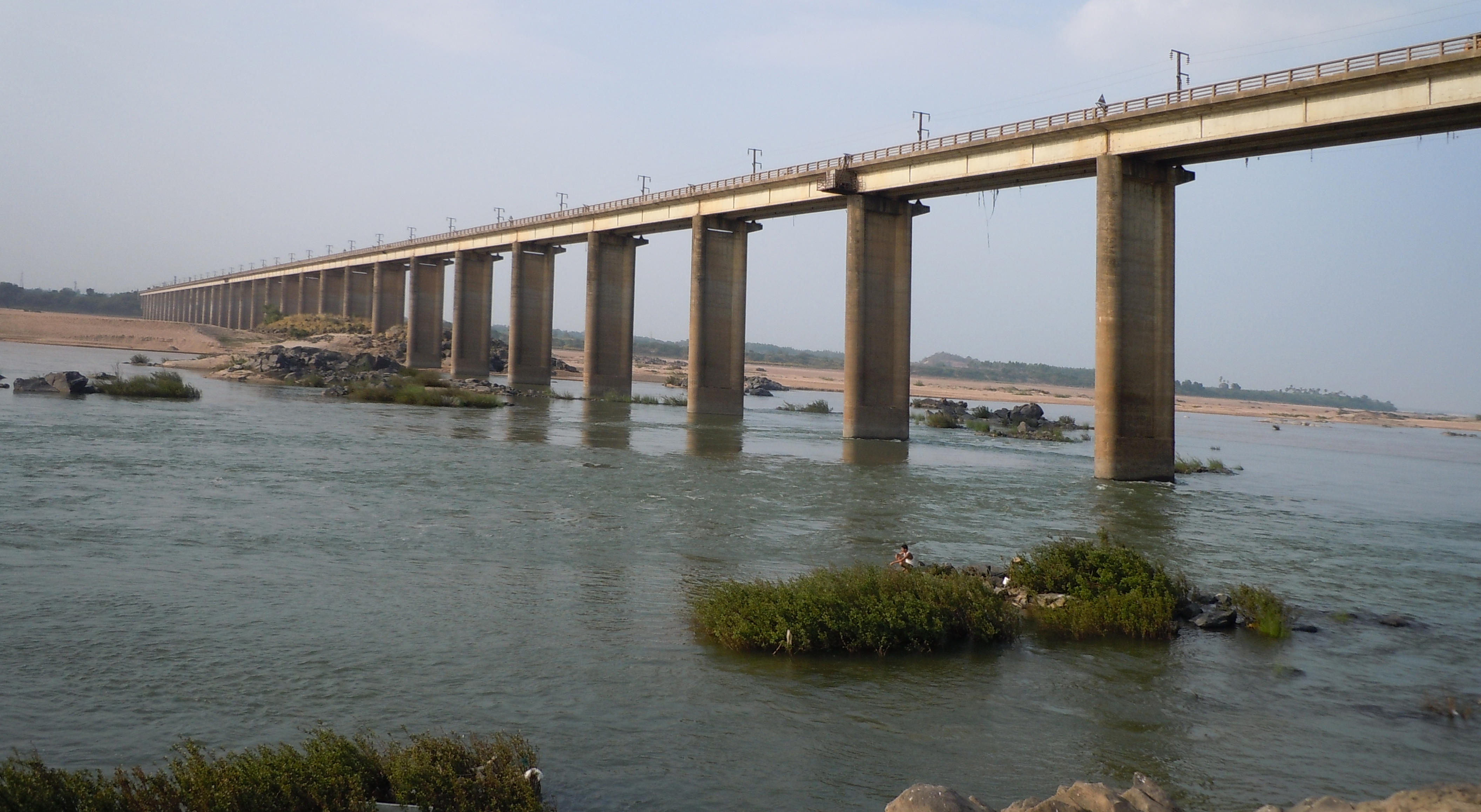
Pont de carretera sobre el riu Godavari a Bhadrachalam

Godavari entra a Telangana al districte de Nizamabad a Kandakurthy, on els rius Manjira i Haridra s'uneixen a Godavari i forma Triveni Sangamam. El riu flueix al llarg de la frontera entre els districtes de Nirmal i Mancherial al nord i els districtes de Nizamabad, Jagtial i Peddapalli al sud. Uns 12 km després d'entrar a Telangana es fusiona amb les aigües posteriors de la presa de Sriram Sagar. El riu després de sortir per les portes de la presa, gaudeix d'un ampli llit del riu, que sovint es divideix per encabir les illes sorrenques. El riu rep un afluent menor però important riu Kadam. Després emergeix al seu costat oriental per actuar com a frontera estatal amb Maharashtra només per entrar més tard al districte de Bhadradri Kothagudem. En aquest districte, el riu travessa una important ciutat de pelegrinatge hindú: Bhadrachalam.
El riu s'infla encara més després de rebre un afluent menor del riu Kinnerasani i surt a Andhra Pradesh.

### A Andhra Pradesh
Dins de l'estat d'Andhra Pradesh, el riu travessa un terreny muntanyós dels Ghats Orientals coneguts com els turons de Papi, la qual cosa explica l'estrenyiment del seu llit a mesura que flueix a través d'un congost durant uns quants km, només per tornar a eixamplar-se a Polavaram. El nivell del llit més profund del riu Godavari, situat a 36 km aigües amunt de la presa de Polavaram, es troba a 45 metres sota el nivell del mar. Abans de travessar els turons de Papi, rep el seu darrer gran afluent riu Sabari a la seva riba esquerra. El riu en arribar a les planes comença a eixamplar-se fins a arribar a Rajahmundry. Arma Konda (1.680 m) és el cim més alt de la conca del riu Godavari així com dels Ghats orientals.
Dowleswaram Barrage es va construir a l'altra banda del riu a Rajahmundry. A Rajahmundry, el Godavari es divideix en dues grans branques que s'anomenen Gautami (Gautami Godavari) i Vasishta Godavari i cinc branques més petites. De la mateixa manera, el Vasishta es divideix en dues branques anomenades Vasishta i Vainateya. Aquestes quatre branques que s'uneixen al golf de Bengala en diferents llocs, formen un delta de 170 km de longitud al llarg de la costa de la badia de Bengala i s'anomena regió de Konaseema. Aquest delta juntament amb el delta del riu Krishna s'anomena el graner d'arròs del sud de l'Índia.

### A Pondicherry
El Gautami, que és la branca més gran del conjunt, passa per Yanam del territori de la Unió de Pondicherry i es desemboca al mar a Point Godavery. De fet, Yanam limita al sud amb la branca de Gautami i el riu Coringa s'origina a Yanam que es fusiona amb el mar prop del poble de Coringa a Andhra Pradesh.

Un mapa colonial de Yanam que mostra el curs del riu Godavery.

## Afluents
Els principals afluents del riu es poden classificar com els afluents de la riba esquerra que inclouen el riu Purna, Pranhita, Indravati i Sabari que cobreixen gairebé el 59,7% de l'àrea de captació total de la conca i els afluents de la riba dreta Pravara, Manjra manjira, i Manair aportant conjuntament el 16,1% de la conca.
El riu Pranhita és l'afluent més gran del riu Godavari, que cobreix al voltant del 34% de la seva conca. Tot i que el riu pròpiament dit només flueix per 113 km, en virtut dels seus extensos afluents Wardha, Wainganga, Penganga, la subconca drena tota la regió de Vidarbha, així com els vessants meridionals de les serralades de Satpura. Indravati és el segon afluent més gran, conegut com la «línia de vida» del Kalahandi, Nabarangapur d'Orissa i el districte de Bastar de Chhattisgarh. A causa de les seves enormes subconques, tant Indravati com Pranhita es consideren rius per dret propi. Manjira és l'afluent més llarg i conté l'embassament de Nizam Sagar. Purna és un riu privilegiat a la regió de Marathwada, amb escassa aigua, a Maharashtra.
Conca del Godavari
| Afluent               | Entrada  | Ubicació de confluència                                     | Alçada de la confluència | Llargada | Àrea de subconca |
| --------------------- | -------- | ----------------------------------------------------------- | ------------------------ | -------- | ---------------- |
| Pravara               | Dreta    | Pravara Sangam, Nevasa, Ahmednagar, Maharashtra             | 463 m                    | 208 km   | 6,537 km²        |
| Purna                 | Esquerra | Jambulbet, Parbhani, Marathwada, Maharashtra                | 358 m                    | 373 km   | 15,579 km²       |
| Manjira River manjira | Dreta    | Kandakurthi, Renjal, Nizamabad, Telangana                   | 332 m                    | 724 km   | 30,844 km²       |
| Manair                | Dreta    | Arenda, Manthani, Peddapalli, Telangana                     | 115 m                    | 225 km   | 13,106 km²       |
| Pranhita              | Esquerra | Kaleshwaram, Mahadevpur, Jayashankar Bhupalpally, Telangana | 99 m                     | 113 km   | 109,078 km²      |
| Indravati             | Esquerra | Somnoor Sangam, Sironcha, Gadchiroli, Maharashtra           | 82 m                     | 535 km   | 41,655 km²       |
| Sabari                | Esquerra | Kunawaram, East Godavari, Andhra Pradesh                    | 25 m                     | 418 km   | 20,427 km²       |

| Afluent        | Entrada  | Localització de la confluència                              | Cota de confluència | Llargada | Zona de subconca |
| -------------- | -------- | ----------------------------------------------------------- | ------------------- | -------- | ---------------- |
| Pravara        | Dreta    | Pravara Sangam, Nevasa, Ahmednagar, Maharashtra             | 463 m               | 208 km   | 6,537 km²        |
| Purna          | Esquerra | Jambulbet, Parbhani, Marathwada, Maharashtra                | 358 m               | 373 km   | 15,579 km²       |
| Manjra manjira | Dreta    | Kandakurthi, Renjal, Nizamabad, Telangana                   | 332 m               | 724 km   | 30,844 km²       |
| Manair         | Dreta    | Arenda, Manthani, Peddapalli, Telangana                     | 115 m               | 225 km   | 13,106 km²       |
| Pranhita       | Esquerra | Kaleshwaram, Mahadevpur, Jayashankar Bhupalpally, Telangana | 99 m                | 113 km   | 109,078 km²      |
| Indravati      | Esquerra | Somnoor Sangam, Sironcha, Gadchiroli, Maharashtra           | 82 m                | 535 km   | 41,655 km²       |
| Sabari         | Esquerra | Kunawaram, Godavari oriental, Andhra Pradesh                | 25 m                | 418 km   | 20,427 km²       |

A part d'aquests set afluents principals, en té molts més petits però significatius. Les aigües del riu Indravati desborden al Jouranala, que forma part de la conca de Sabari. Un bombardeig a19° 7′ 19″ N, 82° 14′ 9″ E / 19.12194°N,82.23583°E es construeix a través del riu Indravati per desviar l'aigua d'Indravati cap al riu Sabari per millorar la generació d'energia hidroelèctrica.

### Set boques de Godavari
A la seva desembocadura hi ha els manglars de Coringa, que és la segona formació de manglars del país i en part declarada com Coringa Wildlife Sanctuary, principalment per rèptils, peixos i crustacis. Hi fan nius també unes tortugues pròpies de la zona.
Abans de fusionar-se a la badia de Bengala, el Godavari té set boques en total i és considerat sagrat pels hindús locals. Segons la seva creença tradicional, es diu que les aigües beneïdes del Godavari van ser portades del cap del Senyor Shiva pel Rishi Gautama, i les set branques per les quals se suposa que tradicionalment ha arribat al mar es diu que han estat fetes per set grans rishis coneguts com a Sapta Rishis. Així, reben el nom d'aquests set grans rishis i reben el nom de Tulyabhāga (Tulya o Kashyapa), Ātreya (Atri), Gautamī (Gautama), Jamadagni (ara substituït per Vṛddhagautamī, és a dir, Vṛddhagautamī). Gautami antic), Bhardwāja (Bharadwaja), Kauśika (Viswamitra) i Vaśișțha (Vasishtha). Per tant, banyar-se en aquestes boques es considera un acte de gran eficàcia religiosa pels hindús nadius. Aquestes boques són recordades per un sloka sànscrit de la següent manera:
| « | (IAST) (Godavari es converteix en) Tulya, Ātreyi, Bharadvāja, Gautamī, Vṛddhagautamī, Kauśikī i Vaśiṣṭhaa i després passa al mar. | » |

Junts s'anomenen Sapta Godavari i el riu Godavari abans de dividir-se s'anomena Akhanda Godavari. Tanmateix, existeixen altres vuit boques anomenades Vainateyam, que no són cap d'aquestes set boques tradicionals i se suposa que va ser creada per un rishi d'aquest nom que va robar una part de la branca de Vasisththa. Godavari es referia sovint com a Ganga o Ganges pels escrits antics indis. Tanmateix, les branques originals de Kauśika, Bhardwaja i Jamadagni ja no existeixen i els pelegrins es banyen al mar als llocs on se suposa que havien estat. La boca tradicional de Bharadwāja es troba a Tirthālamondi (ara limita amb Savithri Nagar de Yanam i abans d'un llogaret de Guttenadivi) i la boca tradicional de Kauśika es troba a Rameswaram, un llogaret del poble de Samathakurru a Allavaram Mandal del districte de Konaseema. La boca tradicional de Jamadagni no es coneix i la gent es banya a la sucursal de Vriddha Gautami al poble de Kundaleswaram a Katrenikona Mandal del districte de Konaseema. Hi ha una llegenda local que diu que l'Injaram i el Patha (antic) Injaram (ara a l'altra riba del riu Gautami dins del mandal de l'illa Polavalam del districte de Konaseema) van ser dividits pel riu Godavari. Així, el Godavari que passa entre aquests dos ara es coneix com a Gautami i l'antic passatge es coneix com a Vriddha Gautami. Als primers registres britànics, l'Injaram Paragana (districte) es comptava juntament amb el poble de Muramalla (ara situat a l'altre costat de Gautami dins del mandal de l'illa Polavalam) i es deia que comprenia 22 pobles.

## Importància religiosa

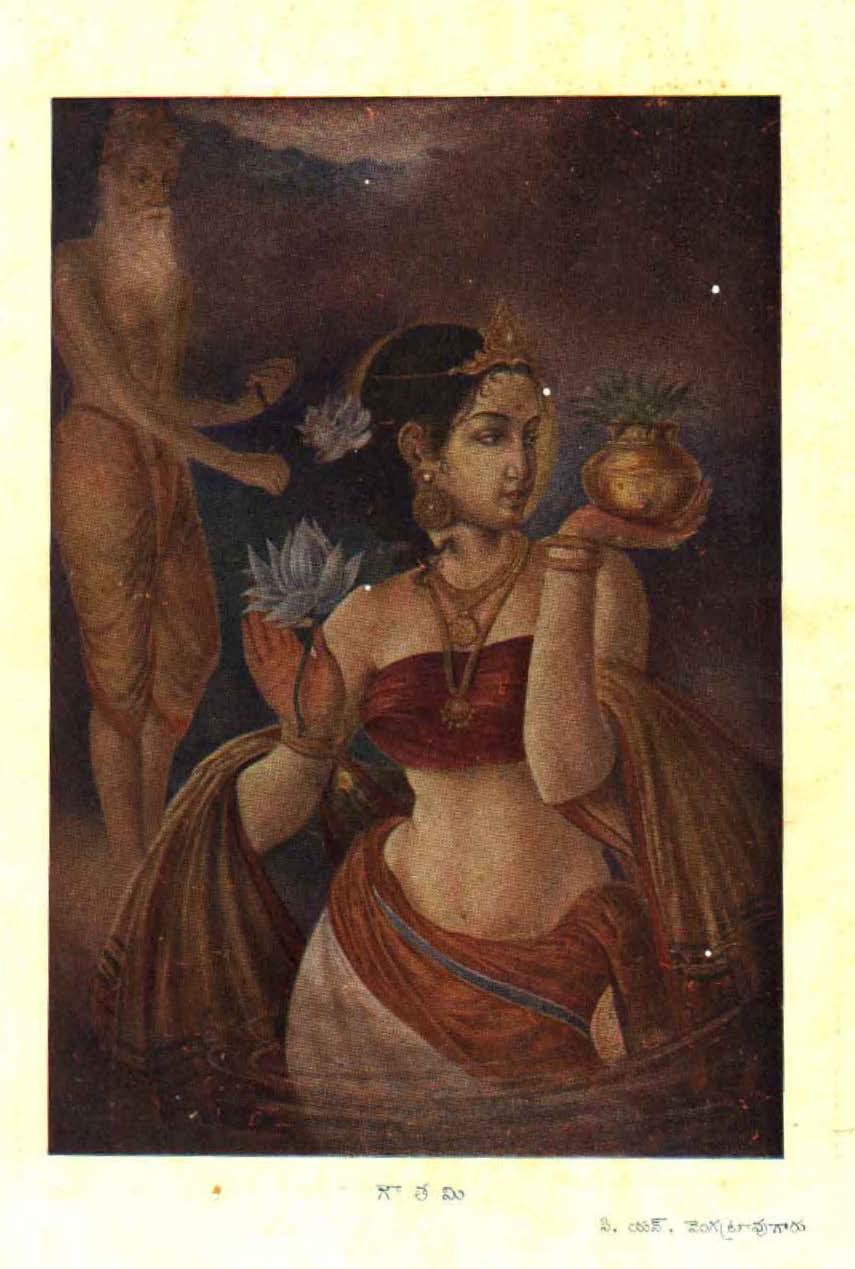
Gautami personificat amb Gautama.

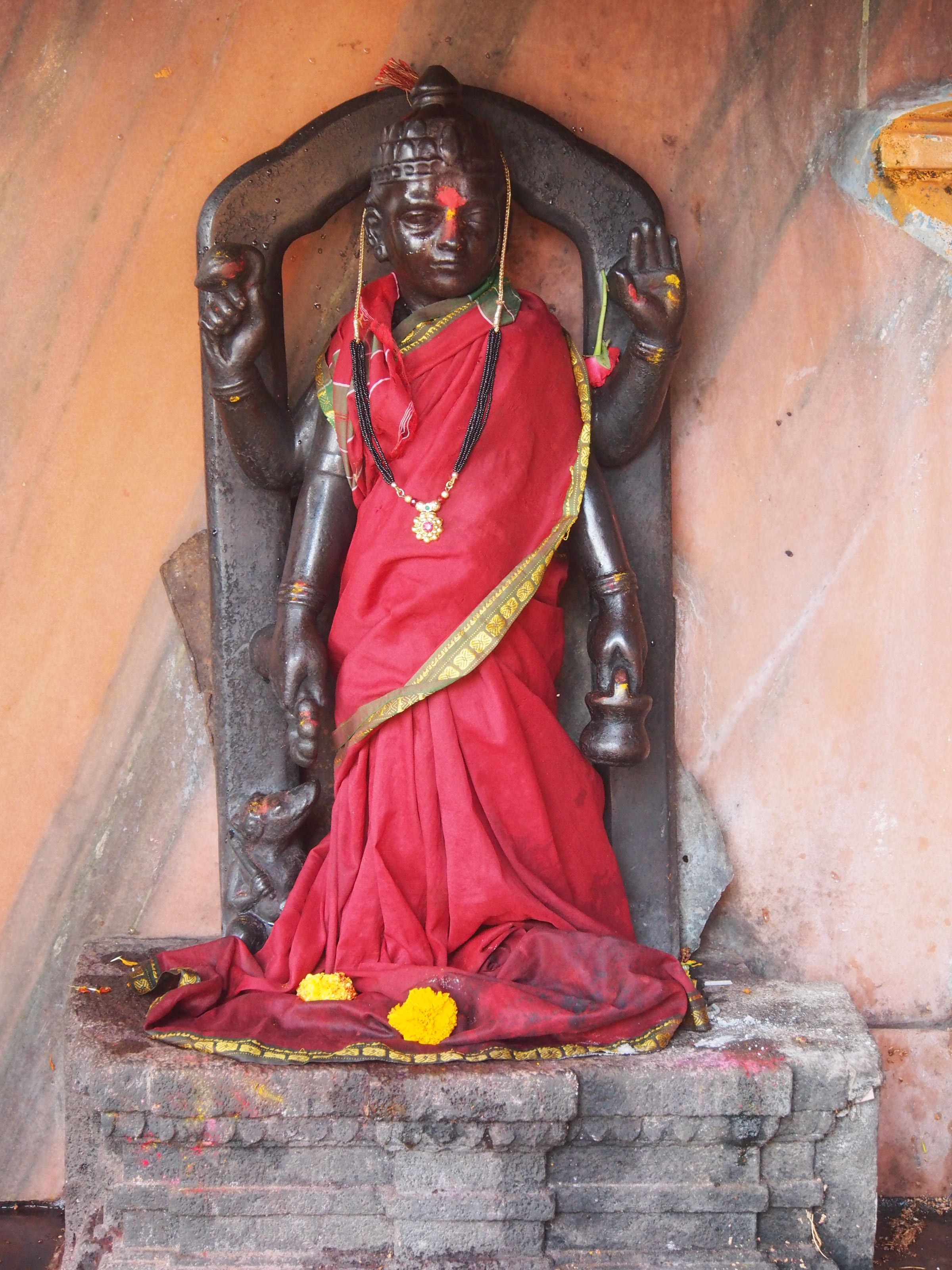
Estàtua de Godavari a Gangadwar, adorada com a origen de Godavari, Triambak

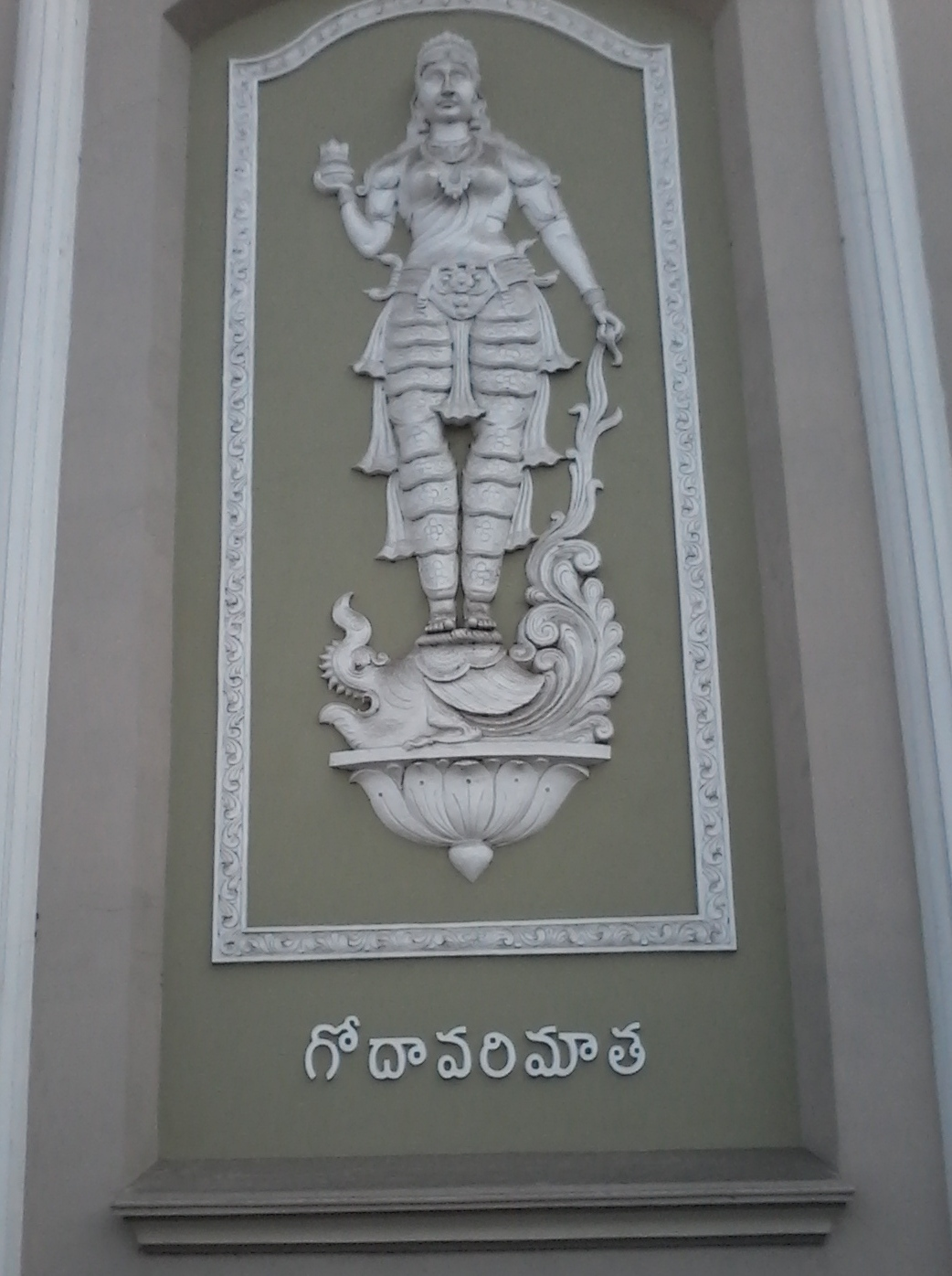
Deessa Godavari

El riu és sagrat pels hindús i té diversos llocs a les seves ribes que han estat llocs de pelegrinatge durant milers d'anys. Entre la gran quantitat de persones que s'han banyat a les seves aigües com a ritu de neteja es diu que hi havia la deïtat Balarama fa 5.000 anys i el sant Chaitanya Mahaprabhu fa 500 anys. Cada dotze anys, la fira de Pushkaram se celebra a la vora del riu.

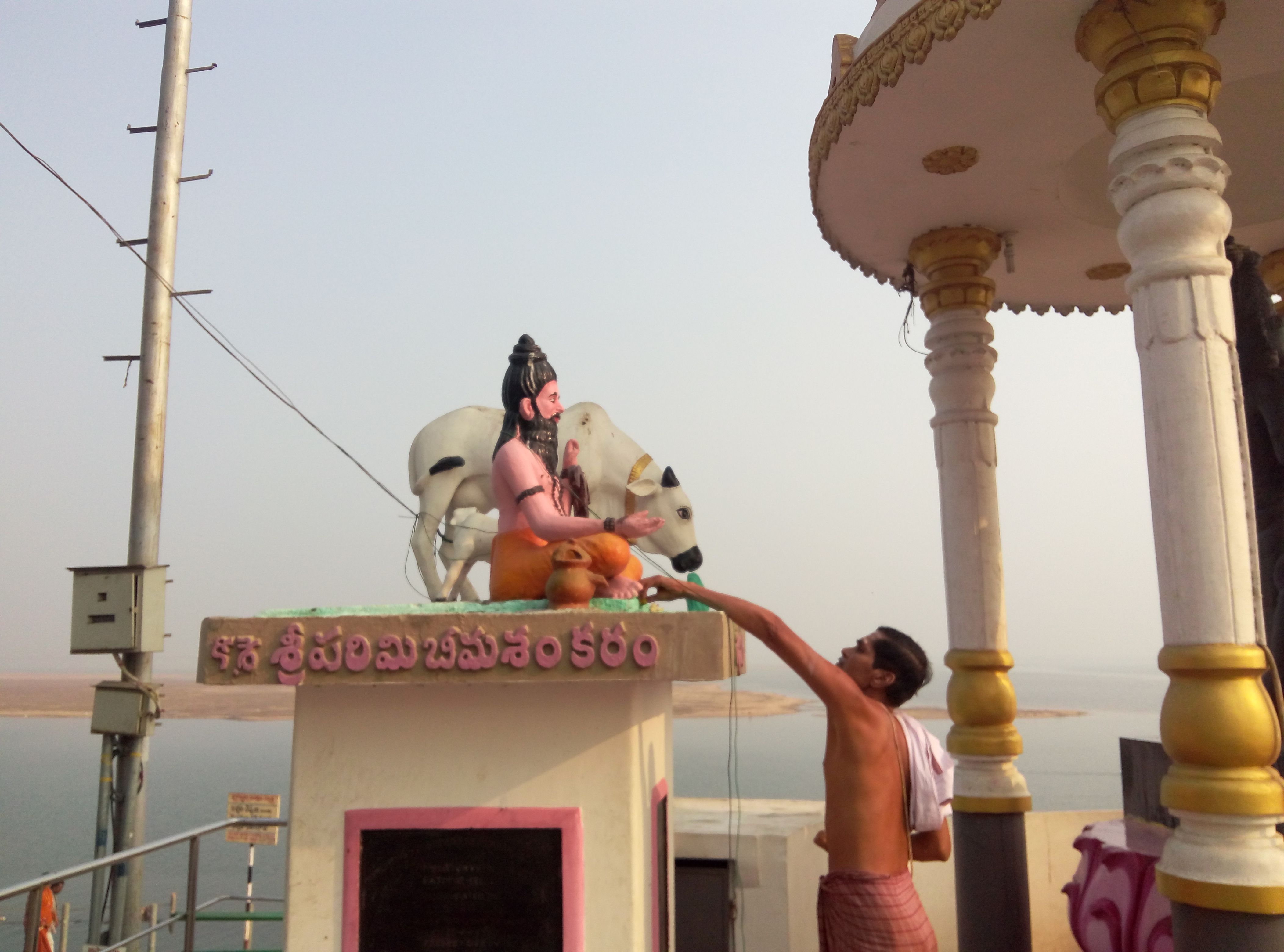
Escultura que representa la llegenda de govu vatsa i gowthama sobre el naixement del riu Godavari

Una llegenda diu que el savi Gautama va viure als turons de Brahmagiri a Tryambakeshwar amb la seva dona Ahalya. La parella va viure la resta de la seva vida a l'aleshores poble anomenat Govuru, ara conegut com a Kovvur («vaca») des del domini britànic. Ahalya vivia a prop en un lloc anomenat Thagami (ara Thogummi). El savi, com a motiu de la pràctica de l'annadanam («regalar menjar» als necessitats), va començar a conrear arròs i altres cultius. Una vegada, el déu Ganeixa, per desig del munis, va enviar una vaca miraculosa maaya-dhenu, que s'assemblava a una vaca normal. Va entrar a la residència del savi i va començar a fer malbé l'arròs mentre meditava. Com que el bestiar és sagrat pels hindús i sempre ha de ser tractat amb respecte, va posar l'herba dharbha a la vaca. Però, per a la seva sorpresa, va caure mort. En veure el que va passar davant els seus ulls, els munis i les seves dones van cridar: «Pensàvem que Gautama-maharishi és un home just, però va cometre bovicidi (matar una vaca o un bestiar)!». El savi volia expiar aquest pecat greu. Per tant, va anar a Nashik i va observar tapes al Senyor Tryambakeshwara (una manifestació del déu Xiva), per consell dels munis, pregant per l'expiació i demanant-li que fes fluir el Ganges sobre la vaca. Shiva estava satisfet amb el savi i va desviar el Ganges que es va endur la vaca i va donar lloc al riu Godavari a Nashik. El corrent d'aigua passava per Kovvur i finalment es va fusionar amb la badia de Bengala.

### Sapta Sāgara Yatra
Antigament, aquells desitjosos de descendència feien un pelegrinatge anomenat sapta sāgara yātra al llarg de les ribes de les aigües beneïdes de les set boques. Comença amb un bany sagrat al riu Tulyabhaga al poble de Chollangi durant el dia d'Amavasya durant el mes de Krishna Paksha del mes Pushya segons el calendari hindú. Aquest dia es coneix localment com Chollangi Amavasya. El lloc on la branca del riu es fusiona amb el mar es coneix com a Tulya Sāgara Sangamam. En segon lloc, es banyen al poble de Coringa, al riu Coringa, que es considera la branca d'Atreya de Godavari i el lloc de bany sagrat s'anomena Atreya Sāgara Sangamam. Després de banyar-se a diferents marges de les altres branques, el pelegrinatge acaba banyant-se prop de Narsapuram o Antarvedi.

## Assentaments al llarg del Godavari

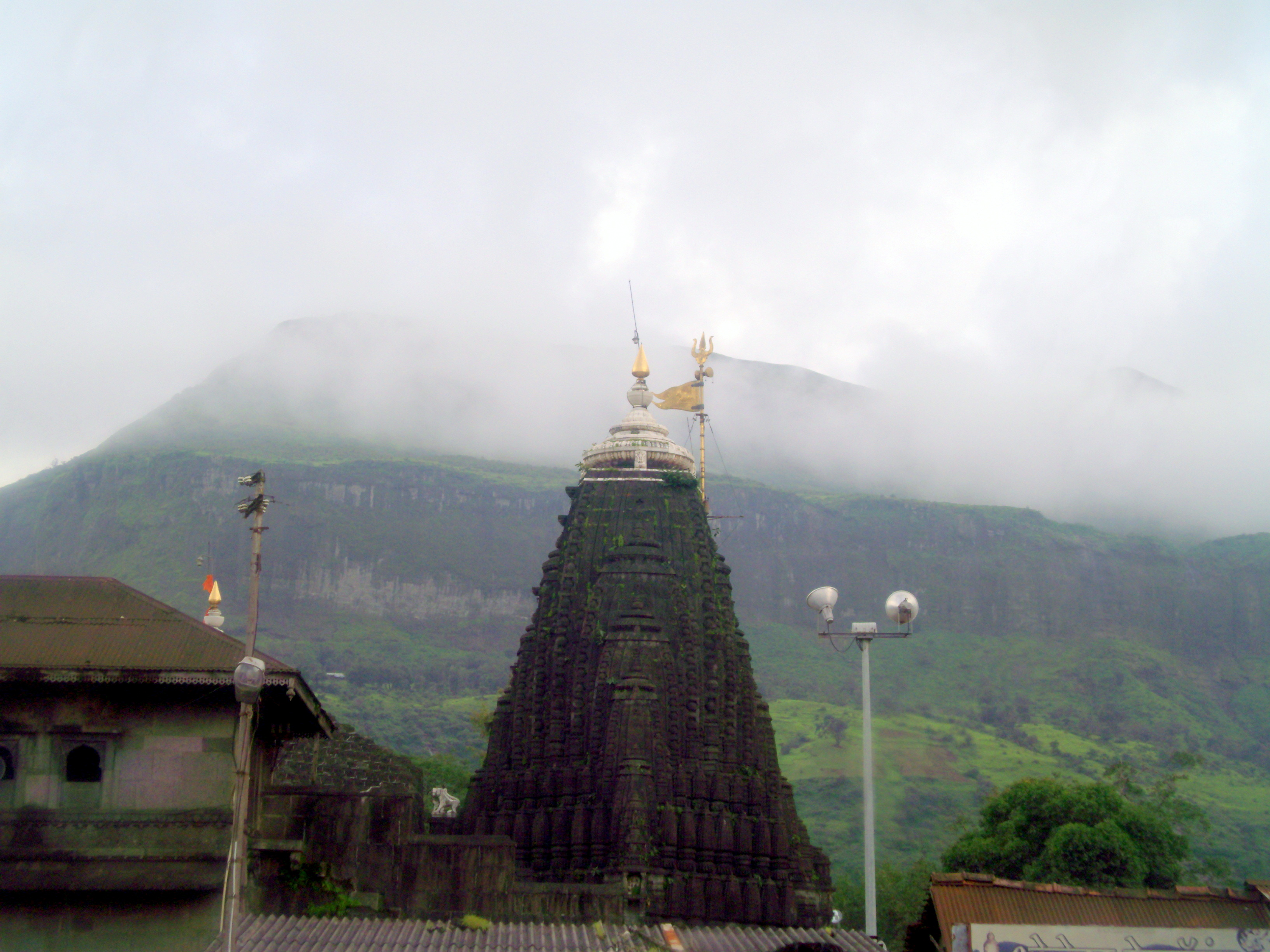
Trimbakeshwar

### Maharashtra
- Nasik (ciutat santa i lloc dels festivals de bany de Simhastha Kumbha Mela)
- Trimbakeshwar (santuari al Jyotirlinga del déu Shiva)
- Kopargaon
- Puntamba: Un lloc de pelegrinatge amb diversos temples antics, inclòs l'últim lloc de descans (Samadhi) de Sant Changdev a Puntamba. Aquesta ciutat es troba a Rahata Taluka del districte d'Ahmednagar i 18 km del lloc sagrat de Shree Saibaba Shirdi. L'únic temple atribuït a Kartik Swamy (fill gran de Lord Shiva) es troba aquí a la riba del riu Godavari). El riu godavari que havia entrat a kopargapn taluka d'Ahmednagar des de Niphad taluka de Nashik és la frontera natural entre els districtes d'Aurangabad i Ahmednagar de Maharashtra fins que entra a la confluència amb el riu Pravara al poble de Pravarasangam, que es troba sota Newasa taluka, una ciutat on el famós sant Bhakti Shreek. sant Dhnyaneshwar havia escrit crític sobre Bhagavatgeeta 'Dnyaneshwari'.
- Paithan (antiga capital de la dinastia Satavahana)
- Gangakhed
- Nanded (ubicació de Hazur Sahib Nanded Sikh Gurdwara)
- Sironcha (ciutat situada prop de la confluència dels rius Godavari i Pranahita)

### Telangana

Temple de Kaleshwara Mukteswara Swamy

- Basara, districte de Nirmal (Temple Gnana Saraswati)
- Goodem gutta, Adilabad (temple) Luxettipet, Adilabad
- Mancherial, Mancherial
- Godavarikhani, Ramagundam
- Nirmal, districte de Nirmal (joguines de Nirmal)
- Chennur, Adilabad
- Tadpakal, districte de Nizamabad (Joguines d'armadura)
- Battapur, districte de Nizamabad (Armoor joguines)
- Dharmapuri, districte de Jagtial
- Godavarikhani, Ramagundam, Projecte Sripada Yellampalli
- Manthani, districte de Peddapalli (temple Gautameshwara Swami (Shiva), Sri Rama, temples Sarswathi)
- Kaleshwaram, districte de Jayashankar Bhupalpally (temple de Kaleswara Mukhteswara Swamy (Shiva))
- Districte de Mahadevpur Jayashankar Bhupalpally
- Eturnagaram, districte de Jayashankar Bhupalpally
- Manuguru, districte de Bhadradri Kothagudem
- Bhadrachalam, districte de Bhadradri Kothagudem

### Andhra Pradesh

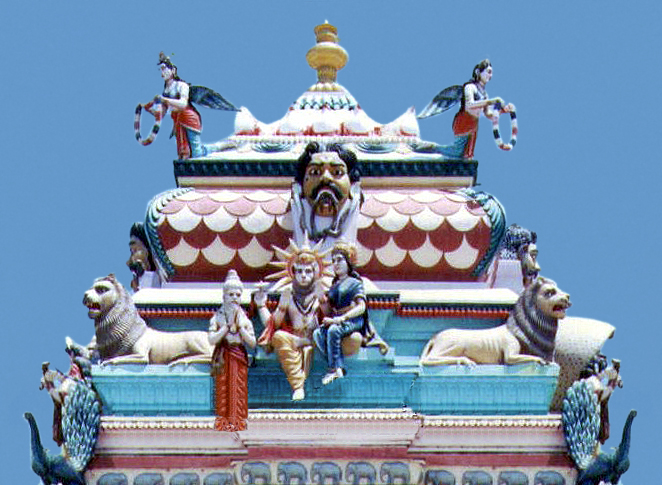
Temple d'Antarvedi

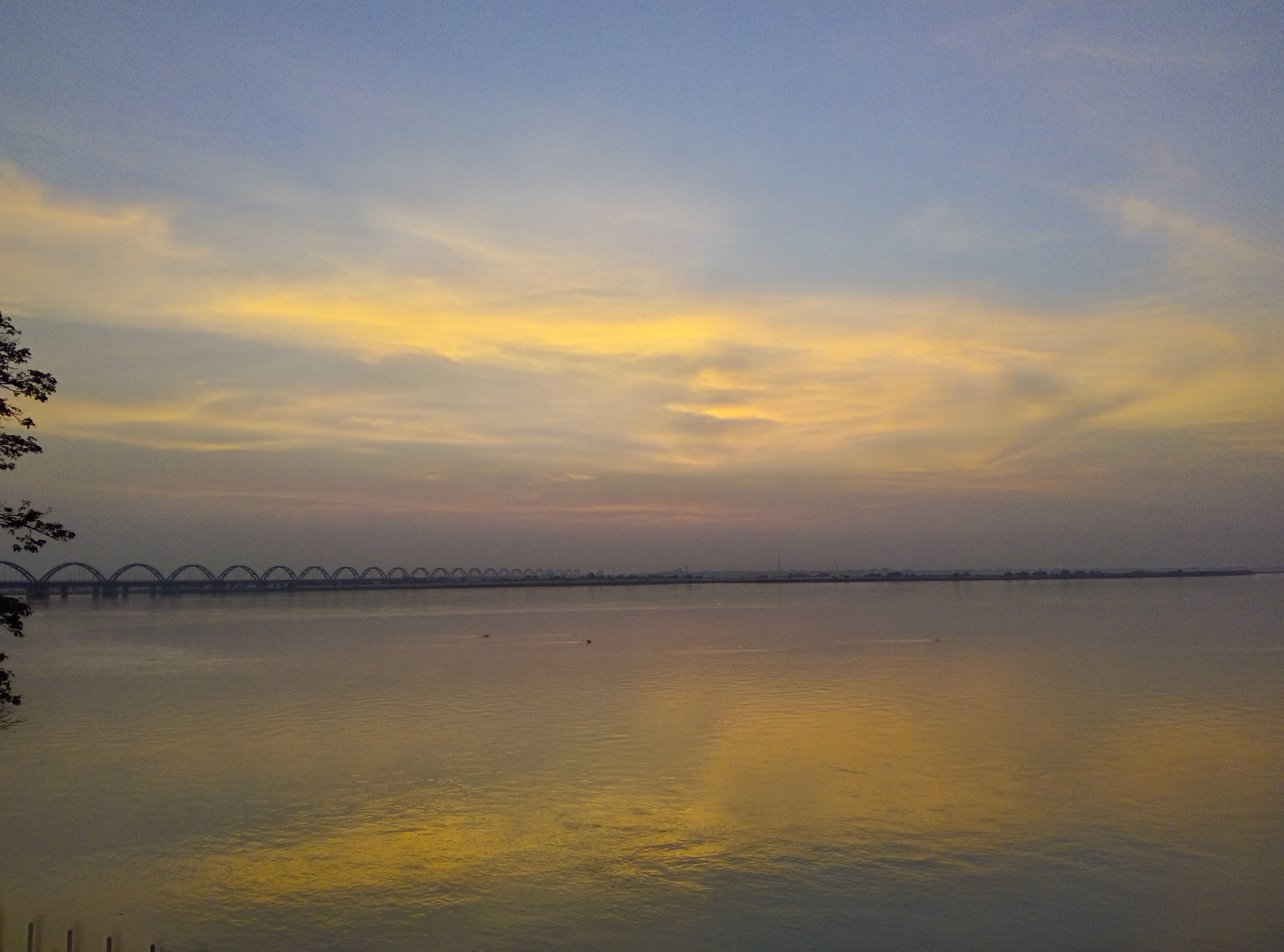
Vista de la posta de sol del riu Godavari i del pont des de Rajahmundry

- Polavaram, districte de Godavari occidental (Sri Bhadrakalisametha Sri Veereswaraswamivari Mandhiram)
- Rajahmundry, Godavari oriental (on l'Akhanda Godavari es divideix en dos rierols anomenats «Gautami» i «Vashista» abans d'unir-se a la badia de Bengala)
- Kovvur, Districte de West Godavari
- Ravulapalem, districte del Dr. BR Ambedkar Konaseema
- Kothapeta, districte del Dr. BR Ambedkar Konaseema
- Mukteswaram, districte del Dr. BR Ambedkar Konaseema (Sri Kshana Muktheswaraswamivari Devalayam)
- Kotipalli, districte del Dr. BR Ambedkar Konaseema (Sri Someswaraswamivari Alayam)
- Antarvedi, districte del Dr. BR Ambedkar Konaseema (Antarvedi és famós pel Sri Laxmi Narasimhaswamivari Mandhiram construït entre els segles xv i xvi. També hi ha un temple del Senyor Shiva que és més antic que el temple de Narasimha Swamy. L'ídol del temple del Senyor Shiva va ser instal·lat pel Senyor Srirama.)
- Narasapuram, districte de Godavari occidental

### Pondicherry
- Districte de Yanam (Yanam és un enclavament situat al districte de Godavari oriental, on el Gautami s'uneix al golf de Bengala. Pertany al territori de la unió de Pondicherry.)

### Llocs d'interès
Els llocs de pelegrinatge inclouen:
- Basar (originalment, Vyasara): El temple de Sri Gyana Sarasvatí està situat a la vora de Godavari al districte d'Adilabad, Telangana. Són uns 210 km des de la capital de l'estat Hyderabad i accessible per carretera i ferrocarril (l'estació principal més propera: Nizamabad, tot i que també existeix l'estació de Basar). Es considera que el savi Vyasa va escriure el Mahabharata a la vora de Godavari en aquest lloc prop de la casa de Harsha, és el bell escenari i, per tant, el lloc va passar a ser conegut com a Vyasara.
- Kandhakurthi: Thriveni sangamam on s'uneixen tres rius. Godavari, Manjra i Haridra
- Bhadrachalam: Temple hindú de Rama construït per Bhakta Ramdas al segle xvi
- Dharmapuri, Telangana: Temple hindú de Narasimha. Godavari flueix de nord a sud a Dharmapuri, per tant, el riu s'anomena localment «Dakshina Vahini» [South Fluwing]
- Kaleshwaram: Sri Kaleswara Mukhteswara swamy Temple es troba aquí a la vora del Triveni sangamam dels rius godavari i pranahita. Es troba a 125 quilòmetres de la ciutat de Karimnagar, i 115 km de la ciutat de Warangal.
- Trimbakeshwar: un dels dotze Jyotirlingas i antic temple de Xiva
- Nander: Takht Sri Hazur Sahib, segon dels cinc llocs més sagrats del sikhisme
- Nasik: un dels quatre Kumbhamela, un lloc de pelegrinatge hindú
- Paithan: el lloc natal de Saint Eknath, la famosa presa de Jayakwadi i un bonic jardí que porta el nom de Sant Dnyneshwar.

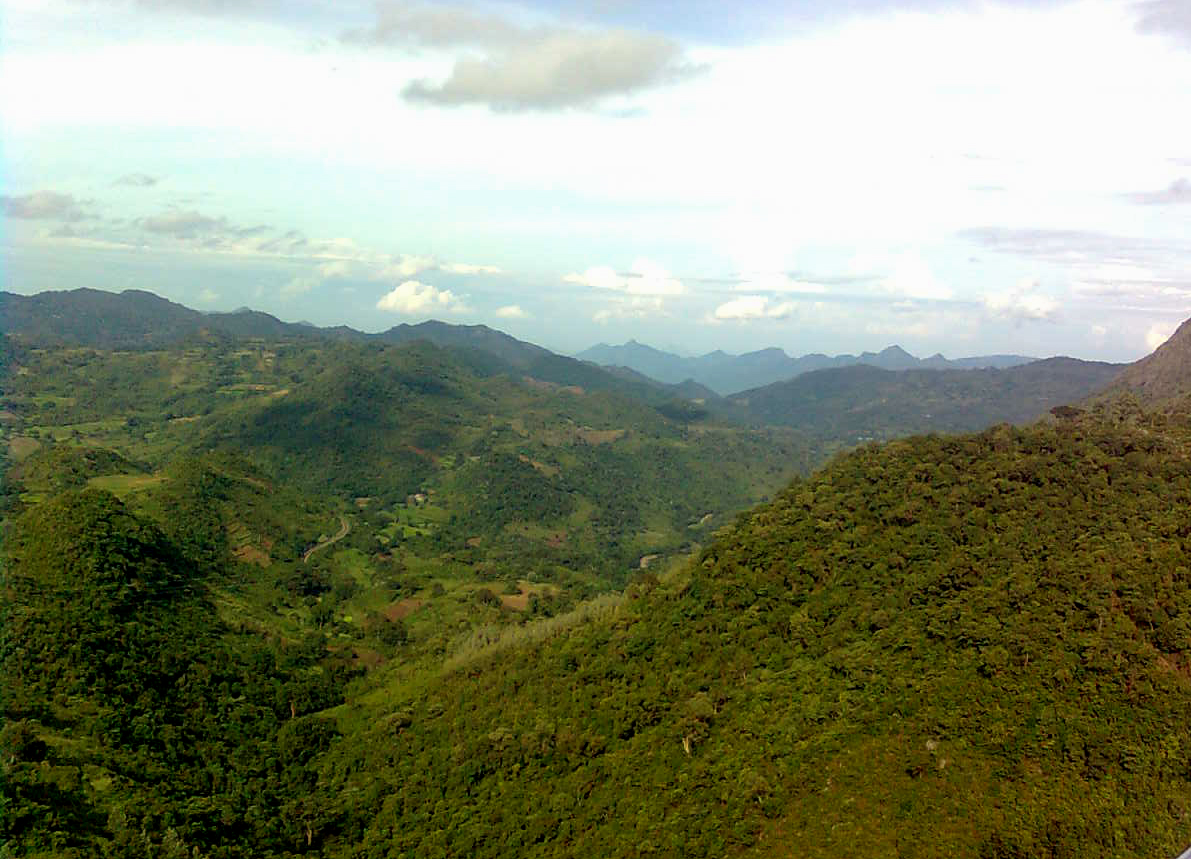
Vista panoràmica de la vall d'Araku a Andhra Pradesh

- Antarvedi, Dr. BR Ambedkar Konaseema districte: Antarvedi és famós pel temple Laxmi Narasimha Swamy construït entre els segles xv i xvi. També hi ha un temple del Senyor Shiva que és més antic que el temple de Narasimha Swamy. L'ídol del temple del Senyor Shiva va ser instal·lat pel Senyor Srirama.
- Konaseema: Delta de Godavari
- Pattiseema: Un poble on es troba un temple hindú en un petit turó d'una illa al riu
- Kovvur: un poble on residien les vaques i un lloc on el maaya-dhenu va caure mort. Les petjades del maaya-dhenu es van veure encara avui al famós lloc Kovvur anomenat "Goshpadakshetram" també anomenat "Gopadala Revu" on es veuen les petjades de la vaca sagrada a prop del temple del Senyor Shiva. També un poble que és el motiu del naixement del riu Godavari. És famós per una escola de sànscrit que es va construir fa 63 anys.
- Rajahmundry: Una ciutat coneguda pel seu paper en la cultura telugu i bressol d'escriptors com Nannayya, una de la trinitat de poetes Kavitrayam que va traduir el Mahabharata a. És coneguda per la floricultura, el turisme, les indústries i el seu patrimoni. El Godavari Pushkaralu és un important local. festival que se celebra cada 12 anys.
- El pic Deomali situat a la conca de Godavari és el cim més alt (1672 m snm) de l'estat d'Odisha.

## Principals ciutats
Les principals ciutats a la seva riba són:
A Maharashtra:
- Trimbakeshwar
- Nashik
- Kopargaon
- Paithan
- Gangakhed
- Nanded

A Andhra Pradesh:
- Basara
- Adilabad (amb el temple de Gana Saraswati)
- Dharmapuri
- Karimnagar (amb el temple de Narasimha Swamy)
- Kaleshwaram a Karimnagar (amb el temple de Kaleswara Mukhteswara swamy)
- Mancherial a Adilabad
- Godavarikhani a Karimnagar
- Bhadrachalam a Khammam
- Rajamundry, a East Godavari
- Kovvuru a West Godavari
- Tallapudi a West Godavari
- Narsapuram a West Godavari

La primera resclosa es va construir a Dowleswaram per Sir Arthur Cotton el 1850. Fou reconstruïda com a presa vers 1985 i anomenada presa de Cotton. Una altra presa es troba prop de Trimbakeshwar, a la vila de Gangapur. La presa de Sri Ram Sagar al districte de Nizamabad a la vila de Pochampad a uns 60 km de Nizamabad. I la Jayakwadi dam prop de Paithan que és una de les més grans de la regió.